# Dunkerque 2013
 (mai 2013).
Si vous disposez d'ouvrages ou d'articles de référence ou si vous connaissez des sites web de qualité traitant du thème abordé ici, merci de compléter l'article en donnant les références utiles à sa vérifiabilité et en les liant à la section « Notes et références ».
Dunkerque 2013 ou Dunkerque Capitale régionale de la culture 2013 est le nom de l'ensemble des festivités culturelles qui se déroulent à Dunkerque et dans son agglomération au cours de l'année 2013. Elles ont pour objectif de rendre la culture accessible au plus grand nombre de personnes possible dans le Nord-Pas-de-Calais.

## L'organisation de l'opération «Capitale régionale de la culture» à Dunkerque
L'opération « Capitale régionale de la culture» est une série d'évènements culturels se déroulant au cours d'une année dans une des villes du Nord-Pas-de-Calais. À la suite du succès de l'opération Lille 2004 (capitale européenne de la culture), le conseil régional du Nord-Pas-de-Calais à décider de créer un évènement identique mais à l'échelle de la région.
L'opération bi-annuelle se déroule alternativement dans une ville du Nord et du Pas-de-Calais. Ainsi Valenciennes a été la première capitale régionale de la culture en 2007, avant que Béthune ne le soit en 2011 (des raisons budgétaires ont empêché la tenue de l'évènement en 2009). Dunkerque est ainsi la 3e capitale régionale de la culture.

## Situation géographique
Les festivités se déroulent autour de différents bâtiments culturels de la ville tels que le Lieu d'Art et d'Action Contemporaine, le musée portuaire, le Kursaal ou encore les salles d'expositions de la cité.
Il y a également des événements réalisés dans les espaces publics dunkerquois comme la plage de Malo, la place Jean Bart, les rues de la ville ou encore les quais du port.
On trouve enfin des représentations culturelles dans bâtiments culturels et les espaces publics des autres villes de l'agglomération : Parc du Fort-Louis à Coudekerque-Branche, musée du Mont-de-Piété à Bergues, etc.